# Polski mundur wojskowy
Polski mundur wojskowy – charakterystyczny jednolity dla danej formacji wojskowej ubiór żołnierza Wojska Polskiego.

## Geneza polskiego munduru wojskowego
Początkowo ubiór żołnierzy stanowiła zbroja ochronna nakładana na odpowiednie odzienie. Dopiero w XVI wieku w wojskach zaciężnych zaczęto stopniowo zastępować uzbrojenie ochronne jednolitym ubiorem dostosowanym do używania broni zaczepnej oraz prowadzenia walki. Były to początki munduru wojskowego. W stosunku do jednolitych ubiorów piechoty wybranieckiej używano określenia „barwa”. Formacja otrzymała jednolite mundury szyte z sukien wielkopolskich i śląskich w kolorze niebieskim. Zygmunt August w około 1557 wprowadził barwę błękitną dla piechoty. Występowali też hajducy czarni i żółci. Piechota łanowa prawdopodobnie przybierała kolor zielony. Hajducy wojsk magnackich przybierali barwy heraldyczne. Według uniwersału Łukasza Załęskiego z 1630 roku mundury wybrańców były następujące: Barwa zwyczajna obłoczysta, pętlice czerwone u pachołków tak do delii, jak do żupanów czerwona, a u dziesiętników zielona pod deliami czerwonymi. Cechy munduru posiadały też ubiory milicji nadwornych, oddziałów przybocznych książęcych, królewskich, biskupich i magnackich oraz straży miejskiej.

## Kształtowanie się polskiego munduru narodowego
W polskim munduroznawstwie za okres początkujący epokę wojska jednolicie umundurowanego uważa się pierwszą połowę XVIII w. Wiązało się z upowszechnieniem służby wojskowej o charakterze stałym. Skoszarowanie regimentów i pozostawanie żołnierzy w służbie przez 5–6 lat stwarzało konieczność organizowania magazynów i jednolitego wyekwipowania oddziałów wojskowych. Ubiór znacznej części wojska, poza jazdą szlachecką, podporządkowano dyscyplinie mundurowej.
Piechota, gwardia piesza i konna oraz dragonia nosiły pąsowe surduty, żołnierze artylerii i inżynierii – koloru zielonego. Jazda wyposażona była w długie czarne buty, piechota zaś w pończochy do białych spodni, a później wysokie sukienne kamasze i trzewiki. Barwę wyłogów, galonów i guzików ustalali szefowie oddziałów. Na czarnych filcowych kapeluszach mocowano białą kokardę.
Mundury autoramentu cudzoziemskiego nie były pozbawione cech narodowych. Srebrno-karmazynowe szarfy oficerskie i temblaki stanowiły nawiązanie do heraldycznych barw narodowych. Oddziały grenadierów gwardii w czasach saskich nosiły blachy na kaszkiety początkowo z wizerunkiem Orderu Orła Białego, a później orła-godła państwowego. Podkreśleniem odrębności narodowej było również noszenie przez oficerów pod szyją metalowych ryngrafów z wizerunkiem białego orła.
W stosunku do autoramentu polskiego, dopiero w 1746 roku opracowano przepisy określające jednolite umundurowanie formacji konnych. Za podstawę munduru przyjęto noszone dotychczas przez szlachtę ubiory narodowe. Dokonano ujednolicenia kroju i barw tych ubiorów, dodano kolorowe wyłogi, srebrno-karmazynowe szarfy i temblaki oraz naramienniki z pętlicami dla dodania „dystynkcji” oficerom husarii, pancernych i lekkiej jazdy. Husaria nosiła karmazynowe kontusze i czapki oraz granatowe żupany, pancerni – granatowe kontusze i czapki oraz karmazynowe żupany. W praktyce te dwa typy jazdy nosiły żupany białe, zachowując przepisową barwę żupana na wyłogach kontusza. Chorągwie lekkie miały kontusze niebieskie, często z żółtymi wyłogami.
Po 1776 roku zostały utworzone brygady Kawalerii Narodowej i pułki straży przedniej. Wszyscy oficerowie i towarzysze mieli prawo noszenia żółtego obuwia, a na ramieniu złotych lub srebrnych sznurków naramiennych z guzikiem do zapięcia pasa od ładownicy oraz szlif oficerskich. Pocztowi nie nosili kontusza, tylko krótkie katanki z naramiennikami sukiennymi w barwie wyłogów, wysokie czapki i czarne obuwie.
Duży wpływ na kształtowanie się polskiego munduru wojskowego wywarły formacje konfederacji barskiej. Jednym z najbardziej charakterystycznych elementów była sukienna czapka z kwadratowym wierzchem, bez daszka, obszyta na otoku barankiem, tzw. konfederatka. Z czapki tej wytworzył się charakterystyczny typ narodowego nakrycia głowy – rogatywka. W wojsku nosili je początkowo oficerowie i towarzysze Kawalerii Narodowej. Rogatywki były ozdobione z lewego boku białymi kokardami, kitką włosianą, ozdobną zapinką z inicjałami królewskimi, a od 1791 r. także metalowym polskim krzyżem kawalerskim.

## Mundur okresu reform Sejmu Wielkiego
Reformy wojskowe Sejmu Czteroletniego wprowadzały zasadniczą zmianę dotychczasowego charakteru wojska. Zlikwidowano podział na polski i cudzoziemski autorament. Wojsko narodowe umundurowano w jednolity strój. Wzorem dla całej siły zbrojnej stał się mundur Kawalerii Narodowej. Ze skróconego kontusza powstała kurtka z barwnymi wyłogami, kołnierzem i mankietami. Stała się ona podstawowym elementem umundurowania żołnierzy. Noszona dotychczas przez oficerów kawalerii pikowana czapka, stała się nakryciem głowy wszystkich oficerów. Zarządzenia Komisji Wojskowej Obojga Narodów z 17 lipca 1789 roku i 11 marca 1791 roku ustaliły jednolite narodowe mundury granatowe dla generałów, kawalerii i piechoty i zielone dla artylerii i inżynierii, pułków straży przedniej i ułanów królewskich.
Ubiór typu „obcego” pozostawiono jedynie gwardii. Poszczególne regimenty różniły się kolorem wyłogów, naramienników i guzików. Oznaki stopni oficerskich stanowiły hafty generalskie, szlify, paski i gwiazdki na szlifach. Oznakami stopni podoficerów były galony na wyłogach rękawów i na kołnierzach. Wszyscy oficerowie nosili na czapce rogatej srebrne galony powyżej otoku futrzanego. Strzelcy nosili zielony kapelusz filcowy z półkolistą główka i szerokim rondem podgiętym z lewej strony.
Na czapkach, pasach, ładownicach i czaprakach pojawił się wizerunek krzyża kawalerskiego. Narodowy charakter wojska podkreślano przyjęciem na blachy kaszkietów gwardii pieszej koronnej i niektórych regimentów piechoty orłów polskich odmiennego kształtu niż ówczesne godło państwowe. Na czapkach szeregowych piechoty i doboszy pułkowych widniał orzeł z monogramem Stanisława Augusta Poniatowskiego. Orły stały się też ozdobą bandolierów oficerskich.
W mundurach zaprojektowanych w okresie sejmu wielkiego walczyli żołnierze polscy w obronie Konstytucji 3 maja i w insurekcji kościuszkowskiej.

## Umundurowanie wojsk Kościuszki
W okresie insurekcji kościuszkowskiej regularne oddziały wojskowe walczyły w mundurach wprowadzonych w latach 1789–1791. Używano pikowanych rogatych czapek sukiennych i filcowych, kapeluszy i kaszkietów. Oddziały chłopskich kosynierów były ubrane w swoją odzież codzienną, sukmany, miękkie czapki rogate lub kapelusze, często z zatkniętym piórem lub gałązką jedliny.
Rogatywka od tej pory stała się jednym z polskich symboli narodowych, a chłopska sukmana została wyniesiona do rangi munduru. Powszechne noszono pasy skórzane do ładownicy oraz ozdobne brosze z podobizną Tadeusza Kościuszki i okolicznościowymi napisami i hasłami: „17 i 18 kwietnia 1794”, „Śmierć lub zwycięstwo za Ojczyznę 17 IV 1794”, „Wolność, Całość, Niepodległość”. Noszenie pewnych części ubioru, np. sukman, przez oficerów i generałów, godeł i oporządzenia żołnierskiego, a nawet typu fryzury było w owym czasie manifestowaniem demokratycznych przekonań uczestników powstania.

## Barwa i mundur w Legionach
Po likwidacji państwa polskiego, pielęgnowanie tradycji narodowych w zewnętrznych oznakach formacji polskich nie zawsze spotykało się ze zrozumieniem sojuszników.
Gen. Jan Henryk Dąbrowski w formowanych przez niego Legionach Polskich we Włoszech początkowo wprowadził poszczególnym batalionom wyłogi odpowiadające barwom dawnych pułków piechoty z 1794 roku. Ze względu na trudności materiałowe, wszyscy oficerowie, podoficerowie i szeregowcy, otrzymali jednolite mundury z karmazynowymi wyłogami. Przyjęcie tej barwy, zastrzeżonej dawniej dla generałów, oficerów i towarzyszy kawalerii narodowej, było wyrazem demokratycznego ducha panującego w Legionach.
Jako nakrycie głowy używany był początkowo dwurożny kapelusz francuski. Następnie jednak dla wszystkich żołnierzy wprowadzono rogatywkę. Miała ona otok z czarnego baranka i barwne wypustki. Czapka gen. Dąbrowskiego była ozdobiona podwójnym haftem generalskim. W końcu 1798 roku weszła w użycie wysoka sztywna „kaszkietowa” czapka o czterech rogach ze skórzanym denkiem, daszkiem i podpinką.
Oficerowie obu legii nosili trójkolorowe lombardzkie kontrepolety. Na epoletach był umieszczony napis: „Gli uomini liberi sono fratelli”. Zgodnie z porozumieniem zawartym 9 stycznia 1797 roku pomiędzy gen. Dąbrowskim a Administracją Generalną Lombardii, oficerowie i żołnierze mieli nosić na czapkach kokardę francuską. Kiedy jednak rząd Republiki Cyzalpińskiej przyjął Legiony na swój żołd, wysunął żądanie, by żołnierze polscy przywdzieli kokardę w barwach republiki. W obronie starej kokardy wystąpił m.in. Tadeusz Kościuszko, argumentując, że barwy biało-granatowo-karmazynowe są narodowymi barwami polskimi. W 1799 roku kokarda ta została uznana przez władze włoskie jako narodowa polska w zestawie barw: granatowej, karmazynowej i białej. Pozostawała ona nominalnie kokardą francuską, ale przez użycie odcieni barw urosła do rangi narodowych barw polskich, które w różnych okolicznościach i w różnej formie przewijają się przez cały wiek XIX, równolegle z barwami biało-czerwonymi.
Po podpisaniu pokoju w Lunéville, Legiony utraciły charakter narodowy. Dotychczasowym sprzymierzeńcom chodziło o wyciszenie sprawy polskiej i zastąpienie polskich symboli narodowych barwami włoskimi. W oddziałach pozostających na służbie francuskiej, legiach: Naddunajskiej, a później Północnej i Nadwiślańskiej, oraz w pułku lekkokonnym gwardii starano się o mundury kroju polskiego, w tym polskie sztywne czapki rogate. W niektórych formacjach używano okrągłych czak, oznak stopni, półsłońca na czapkach, kolorowych kit i pomponów jak w armii francuskiej.

## Umundurowanie armii Księstwa Warszawskiego
W okresie formowania wojska i jego pierwszych walk na terenie Pomorza noszono wszystko to, co było osiągalne: obok polskiego używano umundurowania zdobycznego, pruskiego oraz otrzymywanego z magazynów francuskich.
Trzy legie w 1807 roku posiadały mundur granatowy dla piechoty i jazdy z odmiennymi dla każdej legii barwami wyłogów, wypustek i lampasów: w pierwszej – żółtymi, w drugiej – amarantowymi i w trzeciej – białymi. W artylerii i inżynierii zachowano tradycyjne dla tych broni zielone mundury z czarnymi wyłogami i wypustkami. Kolorem generalicji i sztabów był granatowy z karmazynem.
We wrześniu 1810 roku wydano nowe przepisy o umundurowaniu wojsk Księstwa Warszawskiego. Piechota otrzymała białe wyłogi, karmazynowe lub żółte kołnierze, karmazynowe wyłogi rękawów i wypustki. Generałowie i oficerowie otrzymali fraki granatowe w piechocie, zielone w artylerii i inżynierii. Fraki generalskie do munduru wielkiego, ozdobione były guzikami z wizerunkiem orła. Podoficerowie i szeregowcy byli ubrani w czapki polskie lub kaszkiety, kurtki, spodnie sukienne lub płócienne białe. Orła na czapkach formalnie wprowadzono dopiero w 1810 roku, mimo że faktycznie noszono go od początku formowania wojska
W artylerii, saperach oraz w pułkach strzelców konnych obowiązywał mundur zielony. Pułki szaserów różniły się między sobą barwą kołnierzy, wyłogów, mankietów i lampasów. Kirasjerzy i huzarzy ubrani identycznie jak ich francuscy koledzy. Kompanie wyborcze oraz saperzy pułkowi nosili czapki niedźwiedzie o barwnych wierzchach odpowiadającymi barwie pułku. Narodową oznaką przy mundurze oficerów był złoty ryngraf ze srebrnym orłem noszony pod szyją, temblak w barwach narodowych przy broni białej i kokarda narodowa.
Charakterystyczną cechą umundurowania były barwne kity, pompony, girlandy, pióropusze i akselbanty. Sznury naramienne nosili generałowie, adiutanci, oficerowie sztabów, oficerowie pułków ułańskich, artylerii konnej, żandarmerii i wszyscy szwoleżerowie pułku lekkokonnego gwardii Napoleona oraz ułani Legii Nadwiślańskiej.
W tym okresie wprowadzono też metalowe oznaki rodzajów broni: strzelców, woltyżerów, grenadierów, artylerii i saperów.
Zgodnie z zarządzeniami Napoleona, wojsko do walnej bitwy występowało w pełnej gali i z przypiętymi odznaczeniami. W trakcie marszów chroniono czapki, nakładając pokrowce. Kity i pompony chowano do tornistrów, a białe spodnie zastępowano szarymi. Kawalerzyści przykrywali swój ubiór i rynsztunek dużymi kolistymi płaszczami, które służyły też jako peleryny od deszczu i koce na noclegu.
W dobie Księstwa wprowadzono też nową oznakę naczelnego wodza z wizerunkiem dwu skrzyżowanych buław. Motyw ten przyjęty został w XX w. jako oznaka najwyższego stopnia wojskowego – marszałka Polski.

## Mundur wojska Królestwa Polskiego
W myśl Ustawy Konstytucyjnej z listopada 1815 roku wojsko Królestwa Polskiego zachowało „kolor swego munduru, ubiór właściwy i wszystko co się tyczy jego narodowości”
Mundur piechoty liniowej był granatowy z żółtymi wyłogami, kołnierzami i wypustkami oraz kolorowymi naramiennikami z numerem dywizji. Białe spodnie zastąpiono w 1826 roku granatowymi. Strzelcy piesi używali mundurów granatowych z żółtymi wypustkami. Nosili też czarne lakierowane pasy, które w piechocie liniowej były białe. Za nakrycie głowy w całej piechocie służył czarny filcowy kaszkiet z białymi kordonami, kokardą i z dużym metalowym orłem. Pompony i kity były oznakami rozpoznawczymi kompanii fizylierów, woltyżerów i grenadierów. Grenadierzy nosili wysokie kity, a woltyżerowie i fizylierzy – kolorowe pompony na kaszkietach. W artylerii, saperach i strzelcach konnych pozostawiono barwę ciemnozieloną z czarnymi wyłogami i pąsowymi wypustkami. Pułki ułanów, ubrane w mundury granatowe, rozróżniono barwnymi wyłogami, lampasami, wypustkami. Były to kolory odpowiednio: amarantowy, biały, żółty i niebieski. Nakrycie głowy ułanów to rogatywka. Wierzchy czapek miały kolor wyłogów, a miejsce kit zajęły pompony. Pokaźnych rozmiarów orzeł stał się godłem wojskowym noszonym na czapkach i kaszkietach. Na tarczach wybity był numer pułku. Artylerzyści, karabinierzy i kadeci nosili orła bez tarczy.
W okresie powstania listopadowego wycofano pióropusze z kapeluszy i grenadierskie kity. Uchwałą sejmową z 7 lutego 1831 roku zastąpiono białą kokardę na czapkach biało-czerwoną.

Izba senatorska i poselska zważywszy potrzebę nadania jednolitej oznaki, pod którą winni łączyć się Polacy, postanowiły i stanowią:[...]kokardę narodową stanowić będą kolory herbu Królestwa Polskiego i W. X. Litewskiego, tj. kolor biały i czerwony. Wszyscy Polacy, a mianowicie Wojsko Polskie, te kolory nosić będą w miejscu, gdzie takowe znaki dotąd noszonemi były.

Mimo że kokarda biało-czerwona przewijała się już w umundurowaniu wojska wcześniej, to jednak od powstania listopadowego biel i czerwień stały się formalnie barwami narodowymi.
Nowe formacje ubierano w mundury pochodzące z zapasów, szyte doraźnie i przerabiane zdobyczne. Nakryciem głowy były najczęściej ludowe krakuski, furażerki i kapelusze. Wódz naczelny na szlifach nosił dwie skrzyżowane buławy, a oficerowie sztabu kolorowe szarfy zakładane przez pierś.

## Mundur kolejnych powstań narodowych i walk na obczyźnie
Podejmowane w kolejnych powstaniach narodowych XIX w. próby wprowadzenia narodowych mundurów nie miały szans realizacji. Noszono łatwe do wykonania kokardy biało-czerwone, orły z tarczą i czapki rogate.
Oddziały formowane z Polaków na obczyźnie manifestowały polskość noszeniem godła polskiego, czapki rogatej typu wojskowego lub regionalnej krakuski. Barwy pułkowe ułanów z powstania listopadowego przejęli ułani lwowskiej gwardii narodowej, pułk ułanów Legionu Polskiego na Węgrzech i polskie pułki kozaków osmańskich w Turcji.
W powstaniu styczniowym nie było możliwości wprowadzenia jednolitego umundurowania oddziałów powstańczych. Głównie były to codzienne ubiory cywilne różnych warstw społeczeństwa. Czamary, świtki, wołoszki, guńki, burki, kapoty, dawne kurtki ułańskie, kożuchy i sukmany oraz spodnie wpuszczone w cholewy stanowiły odzież powstańców.
Nakryciem głowy były czapki futrzane lub sukienne obszyte barankiem, miękkie rogatywki przybrane biało-amarantową kokardą i orłem polskim. Godło noszono również na klamrach pasów i ładownicach.
Oryginalnością ubioru wyróżniał się oddział żuawów śmierci w granatowych mundurach z białym krzyżem na kamizelce i tureckich czerwonych fezach. Niektóre oddziały nawiązywały do walk wyzwoleńczych we Włoszech, a ich mundur stanowiły czerwone koszule.
Po powstaniu styczniowym zgasła na następne kilkadziesiąt lat polska tradycja ubiorcza.

## Polskie formacje wojskowe w I wojnie światowej

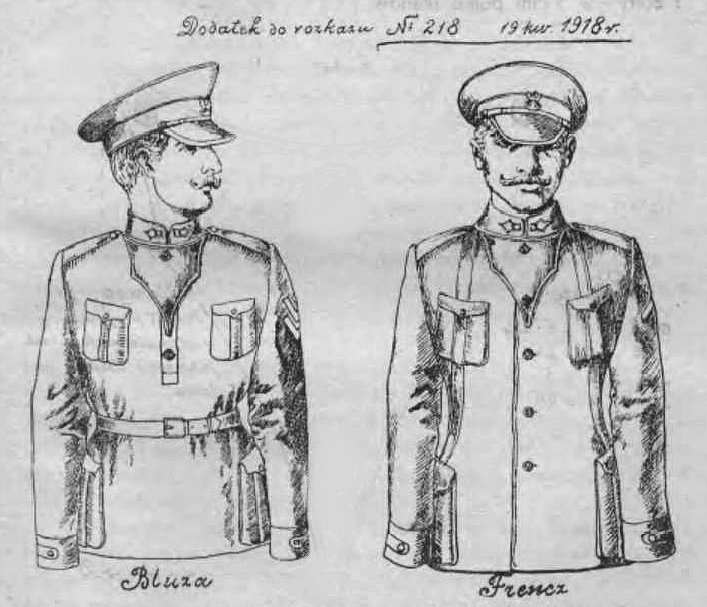
Wzór munduru I Korpusu Polskiego

Polskie formacje wojskowe organizowane w armiach państwach uczestniczących w I wojnie światowej mundurowano w mundury armii owych państw lub szyto z materiałów przez nie udostępnionych. Narodowe cechy munduru uzyskiwano przez nałożenie orła polskiego na wojskowe nakrycia głowy i na naramienniki mundurów i płaszczy. W każdej z tworzonych formacji wojskowych wskrzeszono rogatywkę. W Legionach Polskich nosili ją żołnierze II Brygady i ułani I Brygady, nosiła cała Armia Polska we Francji i niektóre oddziały sformowane w Rosji w 1918 roku.
Rogatywka stała się również częścią munduru Armii Wielkopolskiej w 1919 roku.
Spolszczenia mundurów dokonywano przez zmianę ich kroju, szycie polskich kurtek ułańskich, przyszywanie guzików z orłem i nakładanie srebrnych dystynkcji oficerskich.
W 1 pułku ułanów Legionów na krótko wprowadzono wysokie sztywne czapki ułańskie według dawnego wzoru. Krótko też noszono kaszkiety strzelców konnych w oddziale sztabowym I Brygady. Wyparła je, szczególnie popularna w I Brygadzie, miękka okrągła czapka – maciejówka. W I Korpusie Polskim w Rosji używano okrągłej czapki typu angielskiego. Tam też po raz pierwszy wprowadzono kolorowe, inne dla każdego pułku kawalerii, proporczyki noszone na kołnierzu, barwne otoki na czapkach i wskrzeszono lampasy na spodniach.
Oznaki stopni noszono w różnej formie w poszczególnych formacjach wojskowych. W I Brygadzie początkowo nie noszono w ogóle, a od 1915 roku gwiazdki przypinano na kołnierzach, później na naramiennikach. W Armii Polskiej we Francji galony srebrne i złote umieszczano na czapkach i rękawach. Formacje polskie w Rosji używały oznak na epoletach, później – galony na rękawach. W Armii Wielkopolskiej oznaki stopni noszono na czapkach i na rękawach. Tradycyjny galon generalski przyjęto w Legionach jako oznakę na kołnierzu dla wszystkich żołnierzy.
W Legionach na czapkach zazwyczaj noszono orła bez korony z literą S lub L na tarczy amazonek. Występowały w wersji z koroną wzorowane na orłach czasu powstania listopadowego z numerem pułku. Żołnierze armii Hallera początkowo nosili orły z literami WP, później z numerem pułku. Formacje polskie na wschodzie również nosiły polskie orzełki wojskowe.
Za majorem Zygmuntem Podhorskim – dowódcą 1 Pułku Ułanów Krechowieckich – w czasie bitwy pod Krechowcami (24 lipca 1917) ułani posiadali następujące umundurowanie (pisownia oryginalna):
Czapka polowa – zwykła, koloru ochronnego (rosyjska); galowa – denko amarantowe, kant biały, daszek i rzemyk z lakierowanej skóry czarnej, na czapce kokarda przepisowa, jak w armji rosyjskiej; kurtka z ochronnego sukna, szlify amarantowe z kantem granatowym (u żołnierzy), szlify z galonu srebrnego z kantem granatowym i dróżką amarantową wzdłuż szlify (u oficerów); spodnie – granatowe z podwójnemi amarantowemi lampasami (każdy szerokości 1 cala = 2,54 cm) pośrodku kant również amarantowy; buty – czarne, skórzane (z cholewami), ostrogi na jednym rzemyku, kółko tępe; pas główny – skórzany, żółty; ładownice i rapcie do szabli przez plecy, również z żółtej skóry dodatkowe ładownice brezentowe; karabin kawaleryjski, rosyjski syst. Mossin-Nagan (tzw. trzylinjówka), pas do karabinu z surowcowej skóry; szabla – zwykła kawaleryjska rosyjska, czarna pochwa z gniazdami na bagnety; lance – zwykłe rosyjskie…; płaszcz – kawaleryjski rosyjski, szlify, jak na kurtkach, patki na płaszczach amarantowe z granatowym kantem o wyglądzie długiego prostokąta. Ułan musiał mieć zawsze na kurtce lub płaszczu pas główny i szablę.

## Mundury Wojska Polskiego II RP

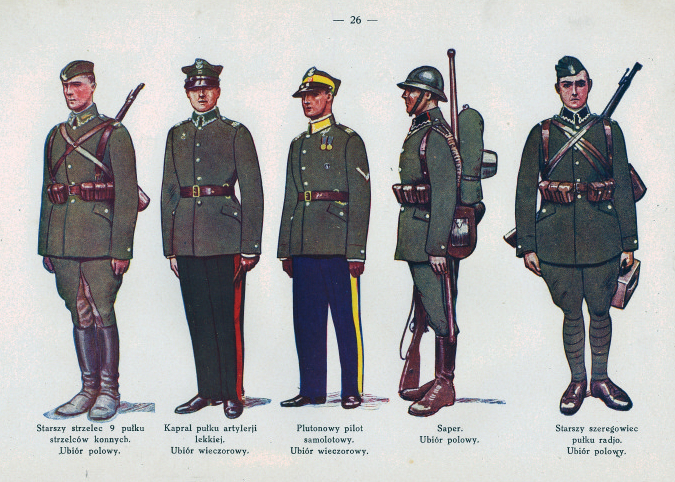
Mundury polskich żołnierzy z 1935 roku

Po odzyskaniu niepodległości, w listopadzie 1918 roku, za podstawowy ubiór wojskowy przyjęto umundurowanie Legionów z przełomu 1916 i 1917 roku. Był to mundur szarozielony bazujący na dostawach niemieckich, z polskimi guzikami, maciejówką z orłem w koronie i z oznakami stopni na naramiennikach, u oficerów – splecionych ze srebrnego sznura w kształcie trefli. Byli żołnierze Legionów nosili na kołnierzu tzw. odznakę legionową w formie srebrnego wężyka. Do czasu opracowania nowego wzoru umundurowania, Ministerstwo Spraw Wojskowych wydało w 1919 roku wiele dodatkowych rozkazów i zarządzeń w sprawie umundurowania w nawiązaniu do przepisu z 1917 roku. Dotyczyły one głównie marynarki wojennej i lotnictwa. Wychodząc naprzeciw inicjatywom oddolnym, zatwierdzano istniejący stan rzeczy w zakresie noszenia barwnych proporczyków na kołnierzach, granatowych spodni z lampasami, barwnych otoków na czapkach itp.
W związku z integracją wojska, naczelnik państwa w maju 1919 roku zezwolił na noszenie wężyka legionowego na kołnierzu wszystkim oficerom i szeregowym Wojska Polskiego. Zgodnie z nowymi przepisami ubiorczymi z 1919 roku żołnierze otrzymali czapki rogate z usztywnionym otokiem i okutym daszkiem, z wysoko umieszczonym godłem wojskowym nawiązującym do czasów armii Księstwa Warszawskiego i Królestwa Polskiego. Czapki okrągłe pozostawiono w pułkach szwoleżerów i Korpusie Ochrony Pogranicza. Narodowy charakter ubioru podkreślono godłem państwowym na guzikach oraz srebrnymi dystynkcjami i srebrnymi podwójnymi sznurami naramiennymi noszonymi na prawym ramieniugenerałów, oficerów Sztabu Generalnego i adiutantów prezydenta, generalnego inspektora sił zbrojnych i ministra Spraw Wojskowych. Oficerowie ordynansowi i adiutanci niższych szczebli nosili sznury pojedyncze. Oficerowie żandarmerii nosili również sznury pojedyncze, a żandarmi jasnożółte wełniane na lewym ramieniu.
Przywrócono pięcioramienne gwiazdki oficerskie i podwójne lampasy na spodniach generalskich. Od lipca 1920 roku stosowano w kawalerii i artylerii konnej patki i proporczyki nawiązujące do barw mundurów dawnego wojska. Różniły się one szerokością i wykonaniem. Na patkach kołnierza noszono oznaki srebrne korpusów osobowych służb. Generałowie i oficerowie Sztabu Generalnego nosili orły, niektóre pułki – specjalne oznaki pamiątkowe. Dla oficerów wprowadzono pas typu angielskiego z koalicyjką, żabką do szabli i rapciami do noszenia szabli pod kurtką. w 1928 roku wprowadzono pas salonowy z ozdobna klamrą z wyobrażeniem antycznego wojownika.

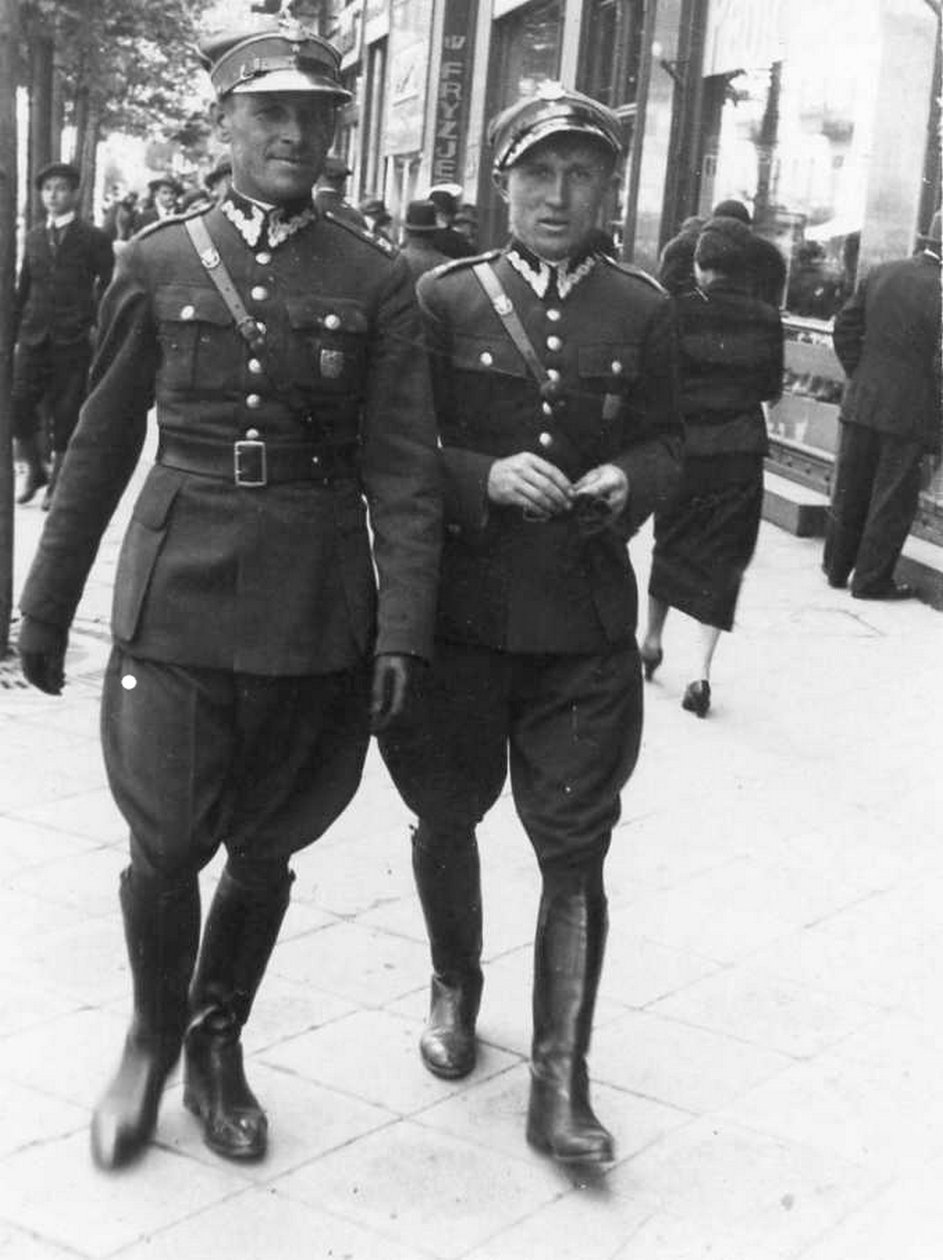
Podporucznicy piechoty w 1933 r

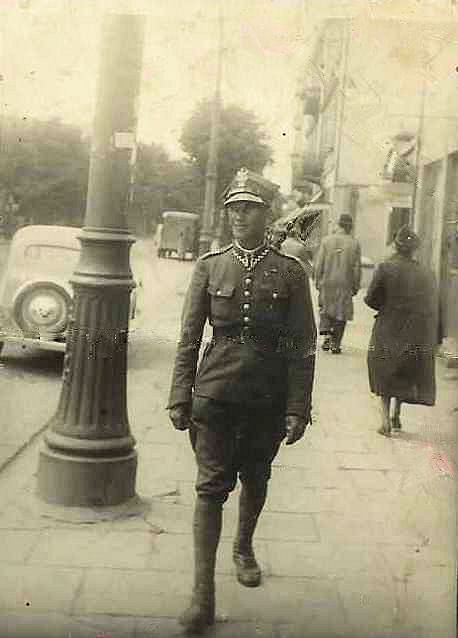
Żołnierz 81 pp

Krój ubioru polowego z 1919 roku był wzorowany na mundurze angielskim i francuskim. To XIX w. typ ubioru sportowego z krótkimi spodniami, trzewikami i owijaczami. Umundurowanie kadry różniło się wyraźnie krojem od umundurowania żołnierzy niezawodowych. Zdecydowano się na barwę angielską khaki. W 1920 roku zrezygnowano z umieszczania oznaczenia stopni wojskowych na rękawach kurtek i płaszczy. System oznak stopni na naramiennikach i czapkach, oparty został na układzie trójkowym. Stopień oficerski na czapce oznaczono srebrnymi galonami wzdłuż kwater denka nad otokiem oraz gwiazdkami na otoku. Generałowie na otoku czapki, naramiennikach i rękawach nosili srebrny haft generalski. Na sukiennych naramiennikach oficerskich noszono oznaki w formie srebrnych, oksydowanych pasków i gwiazdek. Od lutego 1920 roku również oznaki stopni podoficerskich nakładano na otok czapki i na naramienniki. Oznaki te przechodziły różne przeobrażenia zarówno co do materiału, jak i układu galonów sierżantów. Od 1938 roku oznaki podoficerskie były wykonywane z białego galonu metalowego oksydowanego na stare srebro z karmazynowymi krawędziami na naramiennikach i haftowany białą nicią metalową na otokach czapek.
Charakterystyczny dla Marynarki Wojennej ubiór granatowy wprowadzono w marcu 1920 roku. Za wzór przyjęto umundurowanie używane od XIX w. w większości flot świata. Na czapkach oficerskich noszono haftowany emblemat z godłem, kotwicą i liśćmi laurowymi, a na marynarskich godło metalowe z kotwicą. Od tego czasu datują się również karmazynowe oznaki specjalności naszywane na lewym rękawie bluz i kurtek marynarskich. Złote guziki były ozdobione wizerunkiem krzyża kawalerskiego. Niewielkie zmiany wprowadzono w latach 1922, 1927, 1930 i 1936. Jego kontynuacją jest obecny mundur marynarki wojennej.
Wywodzący się z ludowego stroju góralskiego mundur podhalański, noszono w 21 i 22 Dywizji Piechoty Górskiej. Identyczne peleryny noszono od 1936 roku w 11 Karpackiej Dywizji Piechoty, a huculskie kapelusze w 49 pułku piechoty.
W 1936 roku rozpoczęto szerszą modyfikację umundurowania. Do użytku weszła kurtka z czterema kieszeniami, z niższym kołnierzem, zapinana na siedem guzików i dwie haftki, nowy płaszcz, nowe wzory pasów i wężyków generalskich. W 1937 roku wprowadzono długie, spięte nad cholewką trzewika krótkimi owijakami lub spinaczami, spodnie dla piechoty. Polowa miękka czapka rogata stała się nakryciem głowy dla wszystkich formacji z wyjątkiem broni pancernych i lotnictwa.
Lotnictwo, w miejsce ubioru ogólnowojskowego otrzymało mundury szarostalowe, okrągłe czapki z czarnym otokiem i kurtki z wykładanym kołnierzem, koszulą i krawatem oraz długie spodnie. Wizerunek orła ogólnowojskowego wzbogacono o skrzydła husarskie. W oddziałach pancernych zalegalizowano kurtki skórzane z sukiennym kołnierzem i naramiennikami.
Umundurowanie polowe, o nieco zmienionym odcieniu barwy khaki, pozbawiono patek, haftów na kołnierzu, numerów pułku na naramiennikach i kolorowych otoków na czapkach. Obuwie piechoty – trzewiki podkute gwoździami, na ogół zdało egzamin w czasie długich przemarszów.
Przed wyruszeniem na front organizowano w jednostkach uroczyste zbiórki. Żołnierze stawali w pełnym rynsztunku bojowym. Oficerowie mieli na głowie hełm, pistolet przy pasie z koalicyjką, maskę przeciwgazową, torbę polową, mapnik i lornetkę, wszystko przewieszone na paskach przez ramię. Żołnierze służby zasadniczej wojsk lądowych byli wyposażeni w pas główny z dwoma skórzanymi ładownicami potrójnymi, maskę przeciwgazową w torbie brezentowej, tornister ze zrolowanym kocem lub płaszczem i menażką, chlebak brezentowy z manierką na klapie, łopatkę i bagnet na żabce.

## Mundury w PSZ na Zachodzie
Żołnierze formowanych jesienią 1939 i wiosną 1940 roku oddziałów Wojska Polskiego we Francji otrzymali umundurowanie barwy błękitnej z lat I wojny światowej. Znakiem przynależności do polskich oddziałów były umieszczane różnego typu i wielkości godła polskie na nakryciu głowy. 24 października 1939 roku ukazał rozkaz ministra Spraw Wojskowych regulujący zasady umundurowania. Na czas wojny przyjęto umundurowanie kroju i barwy armii sojuszniczych z obowiązkiem nałożenia polskich oznak stopni i orłów. Zniesiono obowiązek noszenia guzików z orłem, numerów pułków na naramiennikach, barwnych patek i wężyków, a ich miejsce wprowadzono małe patki w barwach broni i służb naszywane na kołnierzach kurtek i płaszczy. Pierwsze dostawy nowego umundurowania otrzymano wiosną 1940 roku. Były to ubiory polowe model 1935 koloru khaki. Zamiast obowiązujących w armii francuskiej furażerek, Polacy otrzymali berety ciemnobrązowe lub khaki. Nawiązaniem do tradycji były peleryny sukienne w brygadzie podhalańskiej.
Po ewakuacji oddziałów do Wielkiej Brytanii żołnierze przemundurowani zostali w uniformy angielskie. W marcu 1941 roku wydano rozkaz, w którym przyjęto, że żołnierz nosił będzie umundurowanie brytyjskie. Obowiązujące od 1 stycznia 1942 roku Przepisy umundurowania wojska poza granicami państwa polskiego ustalały zasadnicze rodzaje mundurów, które z niewielkimi zmianami i uzupełnieniami obowiązywały do końca istnienia Polskich Sił Zbrojnych na Zachodzie. Odrębność narodową akcentowano godłem na nakryciu głowy, polskimi oznakami stopni, guzikami przy kurtkach oficerskich, patkami lub proporczykami broni i służb. Oficerowie do ubioru garnizonowego nosili usztywnione rogatywki. Żołnierze 10 Brygady Kawalerii Pancernej nosili czarny naramiennik na lewym ramieniu kurtki i płaszcza.
Wszyscy żołnierze wojsk lądowych i lotniczych byli obowiązani nosić naszywkę „Poland” na obu rękawach mundurów. Na brytyjskich mundurach RAF lotnicy polscy nosili polskie guziki, orły lotnicze wzoru 1936 na czapkach i oznaki stopni na patkach kołnierzy kurtek. Na rękawach kurtek, naramiennikach płaszczy i battledress obowiązywały brytyjskie oznaki stopni.
Wchodząca w skład brytyjskich sił Bliskiego Wschodu Samodzielna Brygada Strzelców Karpackich została wyposażona w brytyjskie ubiory tropikalne barwy pustynnej, z zachowaniem polskich oznak stopni i godła. Brygada ta nie nosiła naszywek „Poland”.
W wojskach lądowych przejęto od aliantów zwyczaj noszenia na rękawach oznak rozpoznawczych wielkich jednostek: korpusów, dywizji i samodzielnych brygad.
Tworzone w Związku Radzieckim w 1941 roku oddziały Armii Polskiej umundurowane były częściowo w sorty mundurowe wzoru polskiego (czapki, płaszcze, pasy), a częściowo w mundury polowe brytyjskie i zimowe ubiory radzieckie (czapki futrzane, waciaki, buty). Po ewakuacji do Iranu, przeformowywane oddziały całkowicie przeszły na zaopatrzenie brytyjskie.

## Mundur ludowego Wojska Polskiego
Organizatorzy 1 Dywizji Piechoty im. Tadeusza Kościuszki przyjęli jako zasadę nawiązanie do tradycji polskiego munduru polowego z 1939 roku. Nim jednak w fabrykach radzieckich uszyto polskie mundury, wszystkim żołnierzom wydano umundurowanie polowe radzieckie. Żołnierze w miejsce gwiazdy przypinali wycięte z puszek po konserwach orzełki. Drelichowe mundury kroju polskiego otrzymali oficerowie w końcu maja, natomiast pozostali żołnierze w końcu czerwca 1943 roku. Traktowano je jako mundury wyjściowe i służbowe – dotychczasowe, radzieckie używano na ćwiczeniach.
Jako nakrycie głowy przyjęto czapkę polową wz. 1937 z orłem typu piastowskiego. Noszono też szewiotowe i gabardynowe furażerki używane w Armii Czerwonej. Kurtka ogólnowojskowa stanowiła kopię kurtki z 1936 roku. Różnice polegały na wprowadzeniu do drelichu sukiennych naramienników i zapięcia na sześć zielonych guzików z orłem innego typu. Spodnie zbliżone były krojem do spodni do butów i owijaczy noszonych przed 1939 rokiem. Również płaszcze były kopią wzoru z 1936 roku. Obuwie, kominiarki, rękawice, berety i spódnice kobiet, czapki zimowe, kożuszki, peleryny, plecaki, pasy, torby i hełmy pochodziły z magazynów radzieckich. Na kołnierzach mundurów i płaszczach zastosowano nowe rozwiązanie w postaci kolorowych trójkątnych proporczyków. Od stycznia 1945 na kołnierzach płaszczy noszono paski w barwach broni. Przyjęte zestawienia kolorystyczne w przeważającej mierze odpowiadały barwom patek i wypustek używanych do 1939 roku. Dla kawalerii ustalono proporczyk czerwono-jasnoniebieski wycięty w ząb.
W trakcie organizowania nowych jednostek wojskowych w umundurowaniu żołnierzy pojawiało się coraz więcej elementów sprzed 1939 roku. Zaczęto używać czapki garnizonowej – usztywnionej rogatywki. Czapki generalskie posiadały granatowy otok, na którym znajdował się galon generalski. Żołnierze przypinali do czapek orzełka sprzed 1939 roku. Zakładano dawne pasy oficerskie, buty z usztywnioną cholewą i kolorowe patki z wężykiem na kołnierzu. Używanie tych elementów ubioru wojskowego było samorzutne, bez normowania zarządzeniami i rozkazami, o ile wygląd żołnierza nie wykraczał swoją indywidualnością poza ramy przepisów sprzed 1939 roku. Wyjątkiem była kurtka z kołnierzem wykładanym, koszula i krawat khaki, noszone przez generałów i oficerów starszych.
W 1949 roku dokonano pierwszej po wojnie, zasadniczej reformy umundurowania. Wprowadzono okrągłą czapkę garnizonową z otokiem ciemnokarminowym. Na kołnierzach pojawiły się tego samego koloru patki z wypustką rodzaju broni lub służby i srebrnym wężykiem. Barwę stalową mundurów utrzymano w wojskach lotniczych i rozszerzono ją na wojska pancerne. W tych dwu rodzajach wojsk obowiązywał otok czarny, a w lotnictwie wprowadzono na czapce godło typu marynarskiego. Marynarka wojenna pozostała przy tradycyjnym kroju, barwie granatowej i białej ze złotymi guzikami. W grudniu 1950 roku dokonano ujednolicenia umundurowania wszystkich rodzajów wojsk i służb na barwę khaki i powrócono do jednolitych okrągłych czapek z barwnymi otokami. U generałów granatowe otoki i lampasy zastąpiono jasnokarminowymi.
Od 1952 roku wojska lądowe nosiły ciemnokarminowe otoki, wypustki, patki i lampasy. W 1 Dywizji Piechoty pozostawiono żółty otok. Żołnierze wojsk pancernych i zmechanizowanych nosili czarne otoki i patki, lotnicy – chabrowe, KBW – granatowe i WOP – zielone.
Dla kadry wojsk lądowych i lotniczych do munduru wyjściowego wprowadzono kurtki z kołnierzem wykładanym, noszoną z koszulą i krawatem. Na kołnierzach umieszczono symbole rodzajów wojsk i służb w postaci metalowych oznak noszonych na odpowiednich pięciokątnych, barwnych patkach.
Żołnierze zawodowi otrzymali ubiór galowy składający się z kurtki zapiętej pod szyją z patkami i wężykiem oraz granatowych spodni z lampasami u generałów i ciemnokarminową wypustką u oficerów i podoficerów zawodowych wojsk lądowych i chabrową dla lotnictwa.
W 1957 roku przystąpiono do prac nad opracowaniem nowego typu ubioru wojskowego. Wypracowane w ciągu trzech lat rozwiązania ujęte zostały w „Przepisach ubiorczych żołnierzy Wojska Polskiego w czasie pokoju”. Zmiany, korekty, uzupełnienia, jakie wprowadzono od 1961 roku w umundurowaniu, ujęte zostały w nowych przepisach wydanych w 1971 roku.
Utrwalony został podział na ubiór polowy, służbowy, wyjściowy i galowy. Z dawnej tradycji noszenia białej broni bocznej pozostał kordzik do ubioru galowego marynarki wojennej i lotnictwa. W pozostałych rodzajach broni nie noszono broni bocznej do ubioru wyjściowego i galowego.
Do ubioru polowego nie stosowano oznak i odznak. Zachowano w nim tradycyjną, polową czapkę rogatą z godłem wojskowym, a także utrwalone tradycją srebrne oznaki stopni i guziki z godłem państwowym.
W mundurze służbowym zachowano barwę khaki wojsk lądowych, tradycyjne w barwie i szczegółach od ponad półwiecza mundury marynarki i szarostalowe mundury lotników. Sznury naramienne nosiła kadra zawodowa do munduru galowego. W Wojskach Obrony Wewnętrznej związane z regionalnym ubiorem Podhalan kapelusze z piórami oraz peleryny wprowadzono dla 5 Brygady Podhalańskiej WOWewn. Barwne otoki zachowano: w 1 Warszawskiej Dywizji Zmechanizowanej – żółte na pamiątkę 10 regimentu z czasów insurekcji kościuszkowskiej, Wojska Ochrony Pogranicza – zielone, Wojskowa Służba Wewnętrzna – białe, Wojska Obrony Wewnętrznej – granatowe w nawiązaniu do barwy granatowych mundurów dawnej piechoty, marynarka wojenna i lotnictwo – czarne, zgodnie z tradycją zapoczątkowaną przed 1939 rokiem.
Zagadnienie dotyczące munduru wojskowego zapisano w ustawie z 21 grudnia 1978 roku. Stwierdzała ona ze mundur wojskowy jest „symbolem tradycji wolnościowych i postaw patriotycznych narodu polskiego”.

## Mundur żołnierzy Sił Zbrojnych Rzeczypospolitej Polskiej
Umundurowanie żołnierzy SZ RP składa się z ubiorów: galowego, wyjściowego, służbowego, ćwiczebnego, polowego, specjalnego, roboczego i wieczorowego.
W skład umundurowania wchodzi nakrycie głowy z rozmieszczonymi oznakami stopni wojskowych oraz znakami orłów wojskowych.
Żołnierze noszą (nosili) berety w kolorach:
| Grafika | Kolor         | Formacja                                                                                       |
| ------- | ------------- | ---------------------------------------------------------------------------------------------- |
|         | czarny        | w Marynarce Wojennej, w jednostkach pancernych, pododdziałach czołgów i jednostkach 11 DKPanc. |
|         | bordowy       | w jednostkach powietrznodesantowych i jednostkach kawalerii powietrznej                        |
|         | niebieski     | w jednostkach obrony wybrzeża i Centrum Szkolenia na Potrzeby Sił Pokojowych                   |
|         | szkarłatny    | w jednostkach Żandarmerii Wojskowej;                                                           |
|         | oliwkowy      | (wcześniej brązowy) w jednostkach obrony terytorialnej                                         |
|         | szary         | w JW Grom                                                                                      |
|         | zielony       | w pozostałych jednostkach Wojsk Lądowych                                                       |
|         | ciemnozielony | w Wojskach Specjalnych oprócz JW Grom i JW Formoza                                             |

Na czapkach rogatywkach i kapeluszach żołnierze noszą otoki w kolorach:
- granatowym (nawiązujący do barwy granatowego munduru piechoty od XVIII w.[42]) – generałowie, jednostki wojsk zmechanizowanych i zmotoryzowanych, kompania reprezentacyjna Wojska Polskiego, jednostki zabezpieczenia materiałowego, szkoły i ośrodki szkolenia tych rodzajów wojsk i służb, żołnierze zawodowi korpusu sprawiedliwości i obsługi prawnej
- pomarańczowym (nawiązujący do barwy otoków na rogatywkach i barwy korpusów wojsk pancernych i samochodowych do 1951 roku[42]) – jednostki dziedziczące tradycje wojsk pancernych i samochodowych, jednostki rozpoznawcze, szkoły i ośrodki szkolenia tych rodzajów wojsk
- ciemnozielonym (nawiązujący do barwy mundurów artylerii od XVII w. i barwy otoków na rogatywkach tego rodzaju wojsk do 1951 roku[42]) – jednostki wojsk rakietowych i artylerii, jednostki wojsk obrony przeciwlotniczej, szkoły i ośrodki szkolenia tych rodzajów wojsk
- czarnym (nawiązujący do barw wyłogów i wypustek mundurów wojsk inżynieryjnych od XVIII w. oraz barwy otoków na rogatywkach tego rodzaju wojsk do 1951 roku[42]) – jednostki wojsk inżynieryjnych, jednostki wojsk obrony przeciwchemicznej, jednostki zabezpieczenia technicznego, jednostki służby kartograficznej i topogeodezyjnej, szkoły i ośrodki szkolenia tych rodzajów wojsk i służb
- chabrowym (nawiązujący do barwy wypustek i lampasów wojsk łączności od 1919 roku[42]) – jednostki dowodzenia, jednostki wojsk łączności, jednostki wojsk radiotechnicznych, jednostki wojsk rozpoznania i walki radioelektronicznej, szkoły i ośrodki szkolenia tych rodzajów wojsk i służb
- wiśniowym (nawiązujący do barwy otoków służby medycznej do 1951 roku[42]) – lekarze wojskowi, jednostki służby zdrowia, szpitale i sanatoria wojskowe, szkoły i ośrodki szkolenia służby medycznej
- fioletowym (nawiązujący do barwy wypustek służby duszpasterskiej do 1951 roku[42]) – kapelani wojskowi
- żółtym – sztab 1 Warszawskiej Dywizji Zmechanizowanej[am] i 1 Brygada Pancerna.